# Parafia Matki Bożej Loretańskiej w Kuligowie
Parafia Matki Bożej Loretańskiej w Kuligowie – parafia rzymskokatolicka należąca do dekanatu radzymińskiego diecezji warszawsko-praskiej, metropolii warszawskiej. 
Parafia erygowana w 2003. Mieści się przy ulicy Kościelnej. Parafię prowadzą księża diecezjalni.

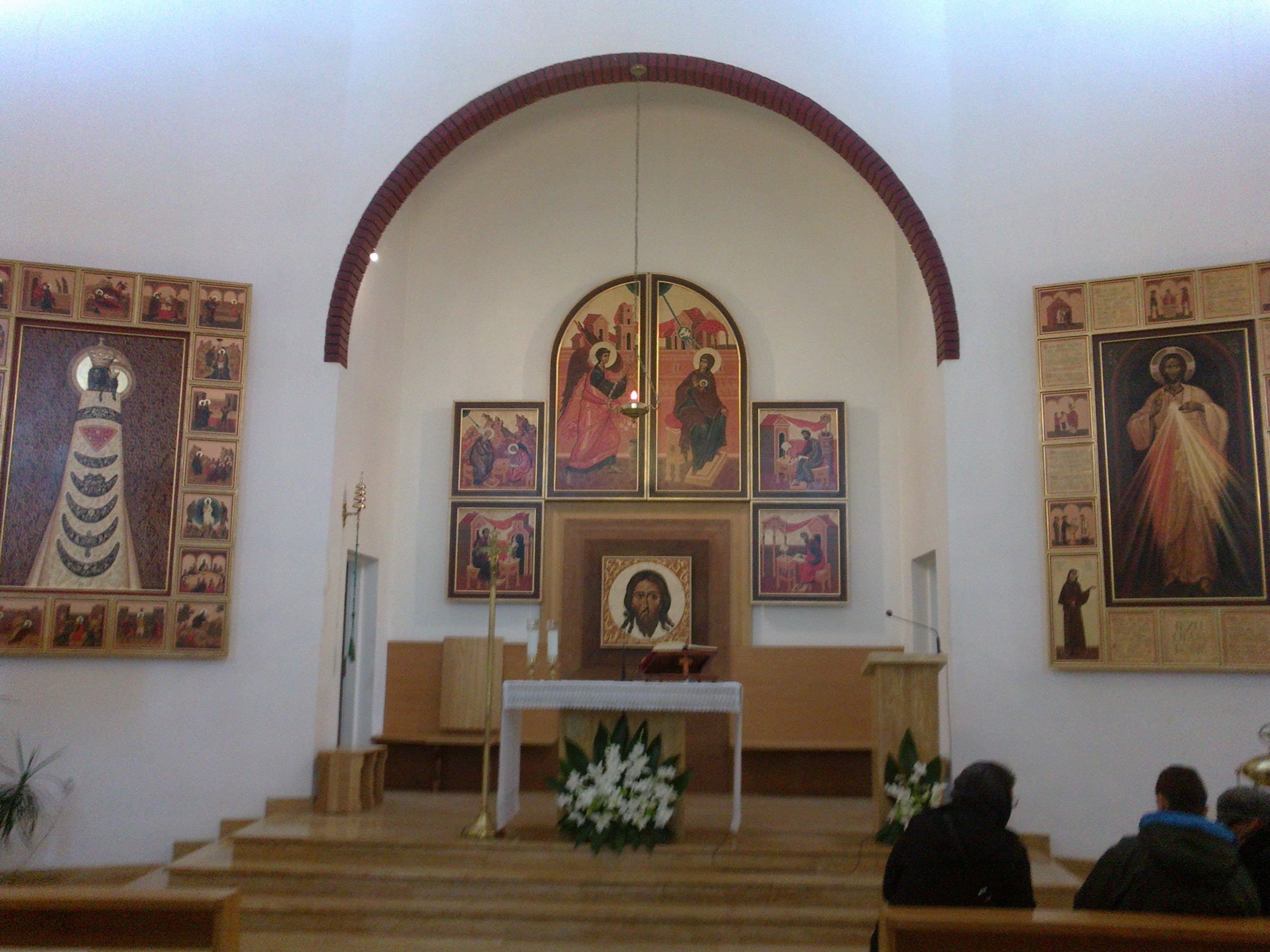
Kościół Matki Bożej Loretańskiej w Kuligowie